# クエ (菓子)

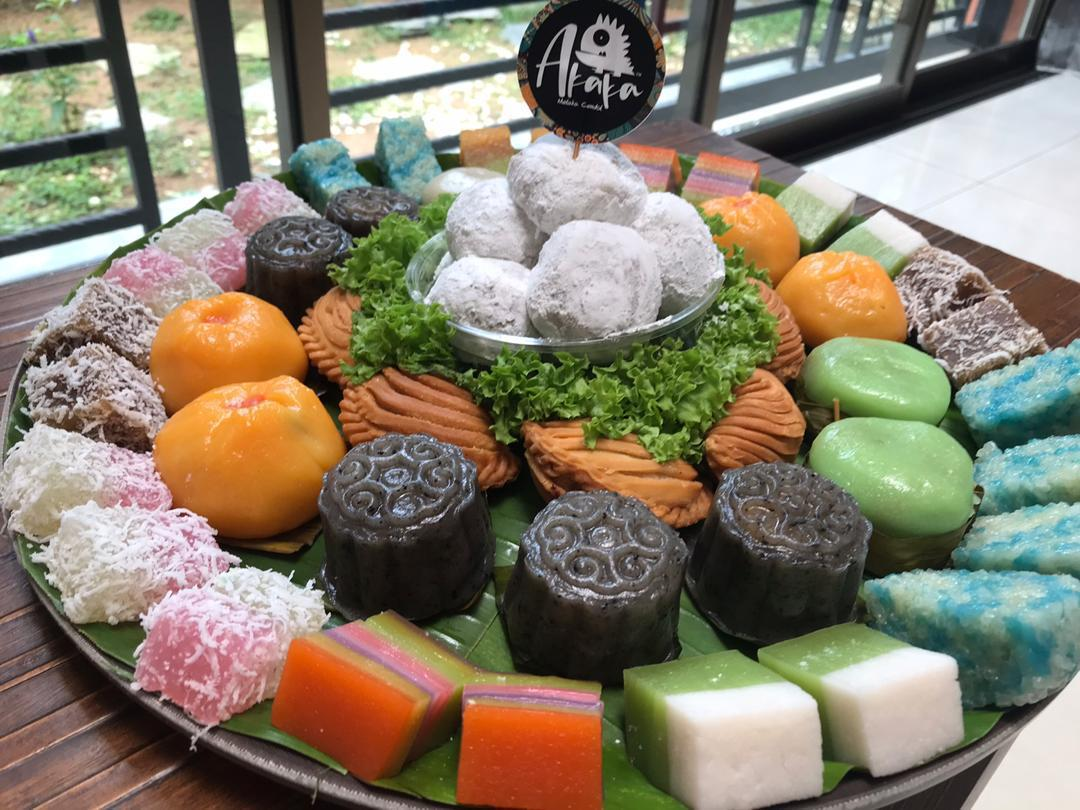
さまざまなクエ（マレーシア）

クエ（Kuih、Kueh、インドネシア語: kue）は、プラナカン料理のひとくち菓子の総称。ニョニャ・クエとも呼ばれる。
「クエ」はマレー語で「菓子」の意。さらには、閩南語の「粿」に由来する語である。
もち米、タピオカ、スイートポテト、豆類をベースに用い、ココナッツや黒砂糖で味付けしたものが多い。鮮やかな色合いは、パンダンリーフやチョウマメの花、ローズシロップといった植物由来の天然色素を用いることが多い。
各家庭で手作りされていたものが基本であるが、マレーシア、シンガポールではクエを販売する店舗もある。
元は華人系の菓子であるため、同じルーツを持つ菓子としてクエと類似したものが台湾などでも作られている。一例として福建料理の菓子・九層粿は、クエ・ラピスと外観は似る。

## クエの例
クエに分類される菓子は、数百種類に細分される。
- アンクー・クエ（英語版） -  紅亀粿。緑豆や小豆のあんをもち米生地で包んで蒸し上げる。木型に油を塗るため、表面がつるつるしている[2][3]。
- オンデ・オンデ（英語版） - 黒蜜砂糖をあんにしたもち米団子にココナッツ・フレークをまぶしたもの[3][1]。
- クエ・タラム（Kuih talam） - 「タラム」は「トレイ」の意。トレイを使って蒸して作る[2]。
- クエ・バコー（Kuih bakul） - 中国に由来する年糕[2]。
- クエ・ラピス（英語版） - 米粉にココナッツミルク、砂糖を加えて蒸した餅を層に重ねる[2][3]。

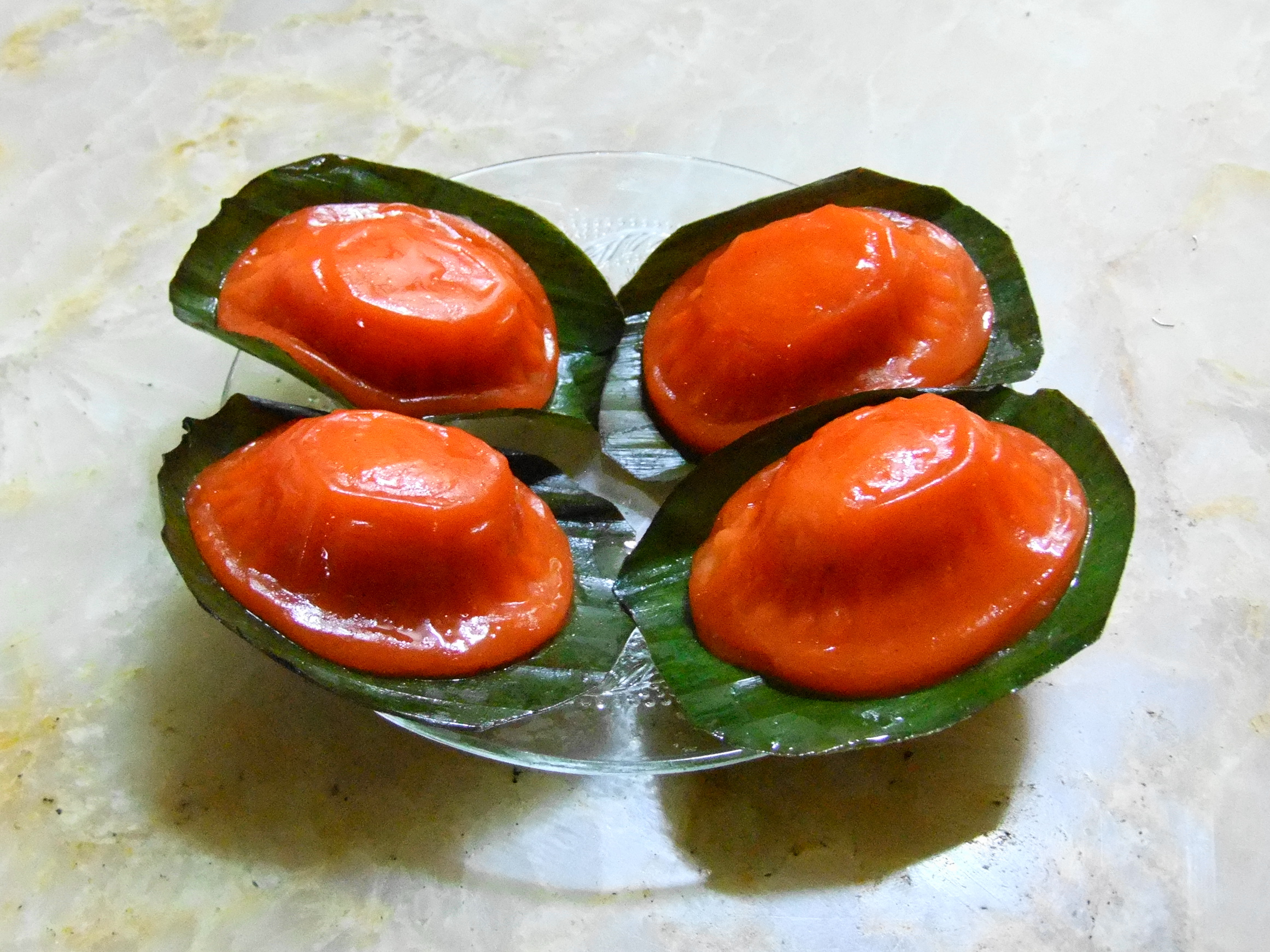
アンクー・クエ
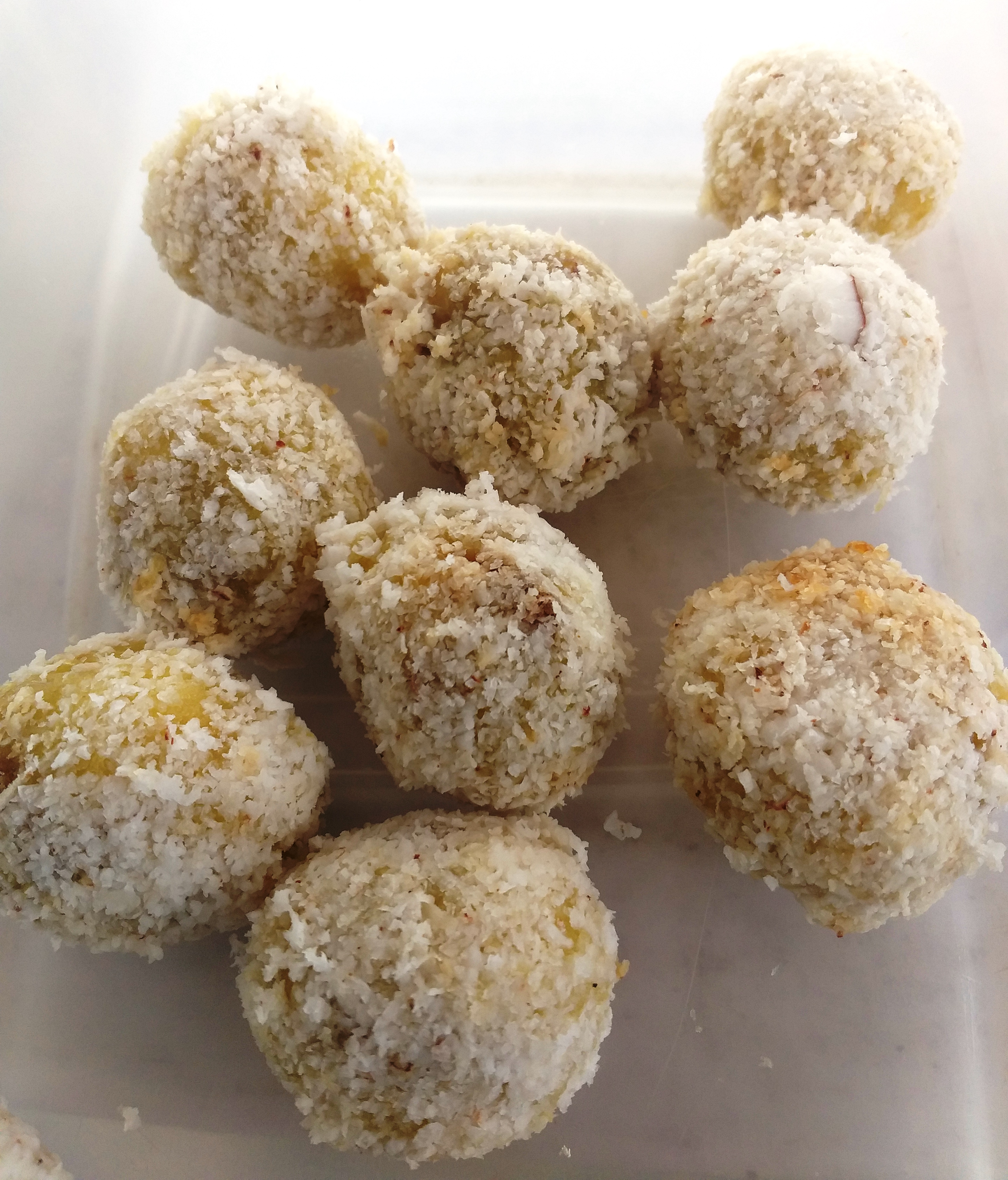
オンデ・オンデ
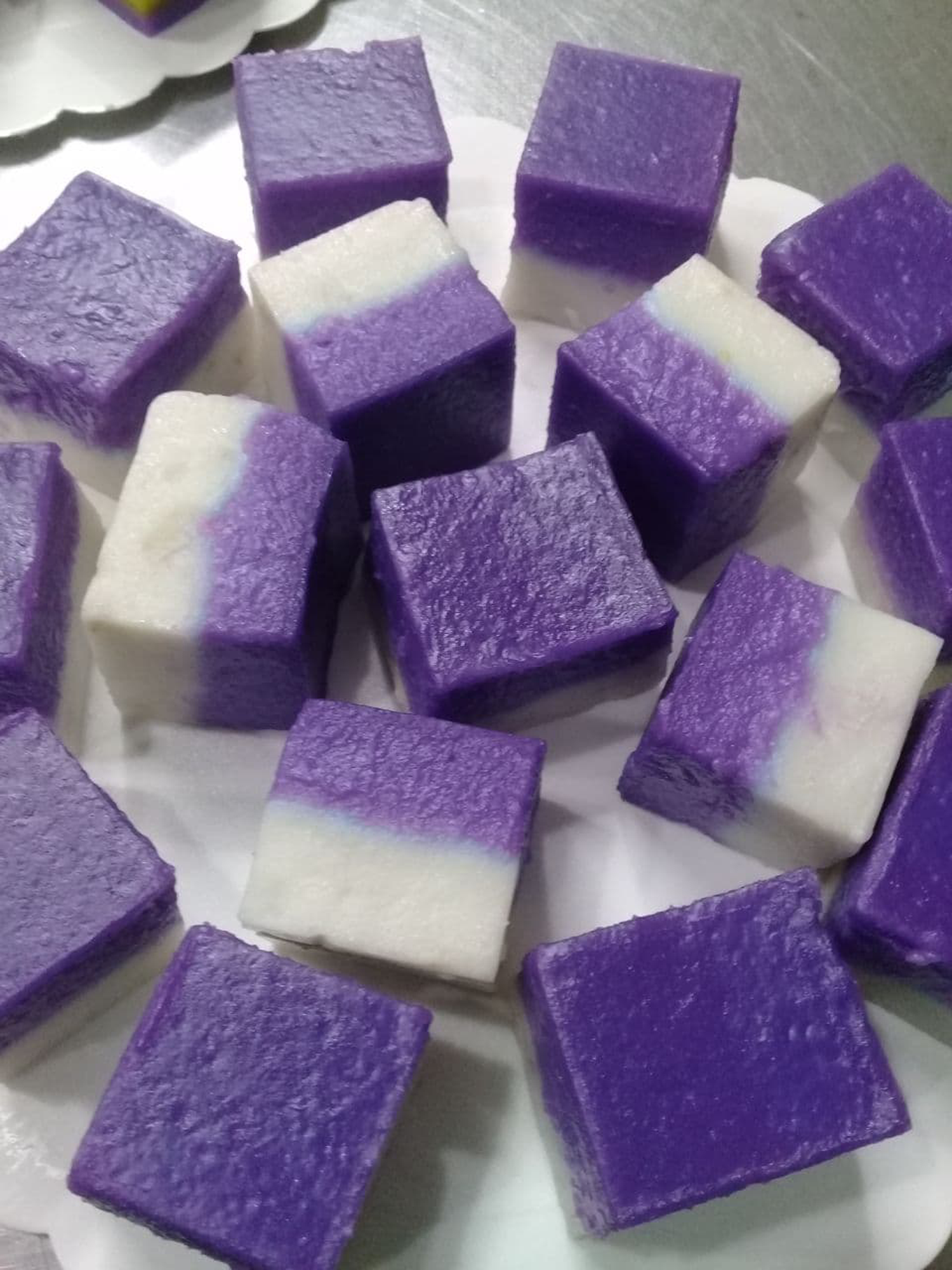
クエ・タラム
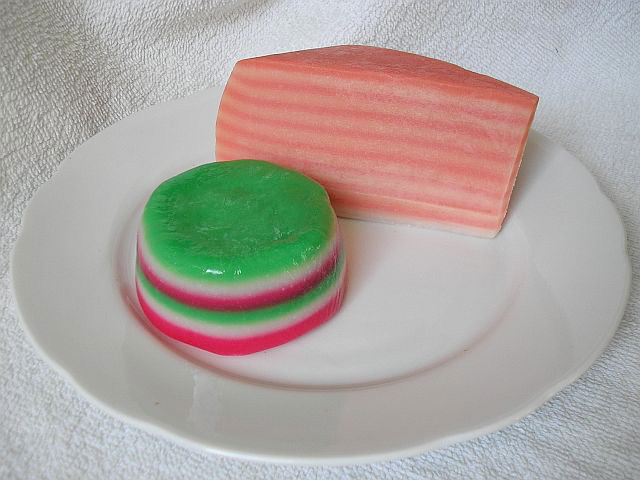
クエ・ラピス